# Обихиро (станция)
Станция Обихиро (яп. 帯広駅 обихиро эки) — железнодорожная станция в японском городе Обихиро, обслуживаемая компанией JR Hokkaido.

## История
Станция Обихиро была открыта 21 октября 1905 года. С приватизацией JNR она перешла под контроль JR Hokkaido. В 1996 году была построена приподнятая станция.

## Линии
- JR Hokkaido
  - Главная линия Немуро

## Планировка
Платформы
| 1   | ■Линия Немуро | на станции Икеда и Кусиро                                  |
| 2-4 | ■Линия Немуро | на станции Икеда, Кусиро, Синтоку, Минами-Титосэ и Саппоро |